# Spinanie kościoła

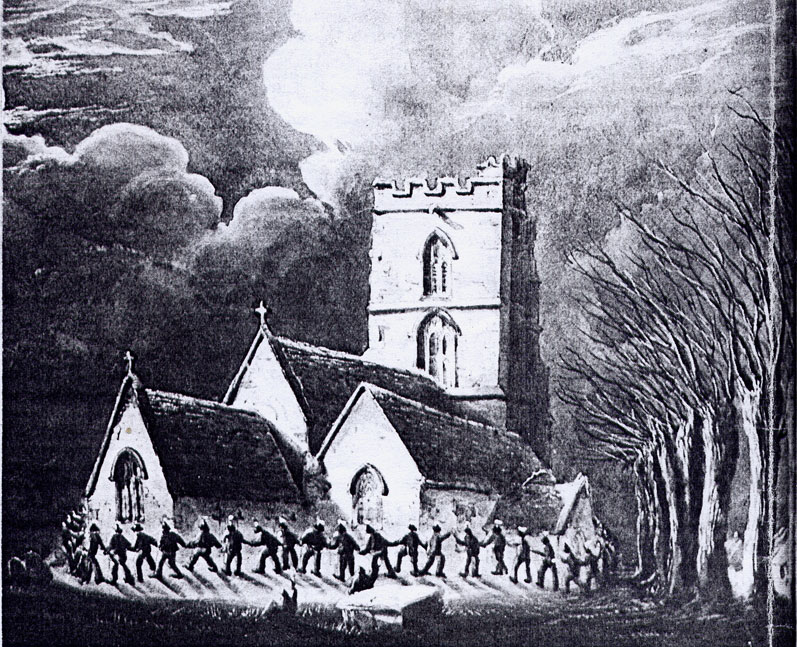
Obraz "Spinanie kościoła św. Wawrzyńca w Rode" namalowany przez W. W. Wheatleya w 1848

Spinanie kościoła, przycinanie kościoła, wycinanie kościoła (ang. clipping the church) – starożytny zwyczaj, obchodzony w Anglii w Poniedziałek Wielkanocny, Tłusty Wtorek lub w innym dniu związanym ze świętym będącym patronem danego kościoła.
Spinanie kościoła polega na tym, że kościelna grupa lub miejscowe dzieci tworzą trzymając się za ręce krąg wokół kościoła. Krąg jest skierowany do wewnątrz, z wyjątkiem momentu, w którym odmawiana jest modlitwa za świat poza daną parafią.
Obecnie w Anglii pozostało tylko kilka kościołów, w których kultywuje się tę tradycję.